# Unité urbaine de Fougères
L'unité urbaine de Fougères est une unité urbaine française centrée sur Fougères, sous-préfecture d'Ille-et-Vilaine, en région Bretagne.

## Données générales
En 2010, selon l'INSEE, l'unité urbaine de Fougères était composée de quatre communes, toutes situées dans l'arrondissement de Fougères en Ille-et-Vilaine.
Lors du redécoupage des unités urbaines en 2020, l'unité urbaine de Fougères reste composée de quatre communes.
En 2022, avec 27 499 habitants, elle représente la 3e unité urbaine du département de l'Ille-et-Vilaine et occupe le 12e rang dans la région Bretagne.
En 2020, sa densité de population s'élève à 565 hab/km2. Par sa superficie, elle ne représente que 0,71 % du territoire départemental mais, par sa population, elle regroupe 2,5 % de la population du département d'Ille-et-Vilaine.

## Composition 2020 de l'unité urbaine
Elle est composée des quatre communes suivantes :
| Nom                     | Code Insee | Département     | Statut       | Superficie (km2) | Population (dernière pop. légale) | Densité (hab./km2) | Modifier                                    |
| ----------------------- | ---------- | --------------- | ------------ | ---------------- | --------------------------------- | ------------------ | ------------------------------------------- |
| Fougères (ville-centre) | 35115      | Ille-et-Vilaine | ville-centre | 10,46            | 20 602 (2022)                     | 1 970              | modifier les données · modifier les données |
| Beaucé                  | 35021      | Ille-et-Vilaine | banlieue     | 8,17             | 1 289 (2022)                      | 158                | modifier les données · modifier les données |
| Javené                  | 35137      | Ille-et-Vilaine | banlieue     | 18,45            | 2 185 (2022)                      | 118                | modifier les données · modifier les données |
| Lécousse                | 35150      | Ille-et-Vilaine | banlieue     | 11,07            | 3 423 (2022)                      | 309                | modifier les données · modifier les données |

## Évolution démographique
| 1968   | 1975   | 1982   | 1990   | 1999   | 2008   | 2013   | 2020   |
| ------ | ------ | ------ | ------ | ------ | ------ | ------ | ------ |
| 28 310 | 29 445 | 28 976 | 27 389 | 27 178 | 26 025 | 26 530 | 27 255 |

#### Données générales
- Unité urbaine
- Aire d'attraction d'une ville
- Aire urbaine (France)
- Liste des unités urbaines de France

#### Données démographiques en rapport avec l'unité urbaine de Fougères
- Aire d'attraction de Fougères
- Arrondissement de Fougères-Vitré

#### Données démographiques en rapport avec l'Îlle-et-Vilaine
- Démographie d'Ille-et-Vilaine